# Roze panter (tekenfilmserie)
De roze panter (Engels: Pink Panther) is een komische tekenfilmserie rond een gelijknamig personage: een slanke, gedistingeerde en rechtoplopende panter. De oudste serie tekenfilms bestaat uit korte episodes van ongeveer zes minuten. Het begint altijd met een "schitterende roze slow-motion explosie", en het Pink Pantherthema. 
De roze panter krijgt vaak te maken met een van top tot teen wit of "blank" ventje met enorme neus, een snor en vaak een pet of hoedje. De (niet altijd) kalme panter en het opvliegende mannetje zitten elkaar vaak structureel in de weg op allerlei manieren, wat tot absurde gebeurtenissen leidt en het mannetje soms tot waanzin drijft. Daarnaast heeft de panter vaak problemen met apparaten (die hem aanvallen) of hebben andere zaken -die soms spontaan tot leven  komen- het op hem voorzien. Soms zijn andere mensen of dieren de tegenstander. 
In Nederland werden de tekenfilms in de jaren tachtig uitgezonden door de VARA en daarna door de NCRV. Ook Net5 en SBS6 hebben filmpjes van de Roze Panter uitgezonden.

## Oorsprong
De Roze Panter debuteerde in 1963 in de getekende openingsfilmpjes van de The Pink Panther-speelfilms, waarin Peter Sellers de rol van de klunzige politieman "Inspecteur Clouseau" speelde. Later werden er ook opzichzelfstaande filmpjes over de Roze Panter gemaakt.

## Klassieke filmpjes
In deze filmpjes, gemaakt tussen 1964 en 1978, beleeft de Roze Panter verschillende komische avonturen. Vaak krijgt de Roze Panter te maken met een klein wit mannetje, bijnaam "little man" of "big nose", dat in allerlei gedaantes, situaties en beroepen kan opduiken. 
Alle klassieke filmpjes zijn geproduceerd door DePatie-Freleng Enterprises. Soms heeft het mannetje een blanke huidskleur, en hij is ook niet altijd tegenstander. Vaak heeft Bignose een hondje dat hem tracht te helpen, maar altijd onaardig behandeld wordt.  Er zijn ook andere antagonisten in de vorm van mensen of dieren. Vaste grap bij agressieve apparaten (en soms zelfs meubels) is dat als de Roze Panter ze uiteindelijk "overwonnen" heeft, ze altijd nog even "opleven", waarna ze nog een laatste klap krijgen.

## Muziek
De filmpjes worden muzikaal omlijst door een muziekstuk op saxofoon, dat gecomponeerd is door Henry Mancini en eveneens The Pink Panther wordt genoemd. Deze muziek, die ook grote bekendheid heeft verworven, was ook al de tune voor de openingsfilmpjes van de genoemde speelfilms.
De rest van de muziek in de zelfstandige filmpjes is afkomstig van Walter Greene of Bill Lava en bevat veelal variaties op Mancini's Pink Panther-melodie in verschillende arrangementen. In de filmpjes wordt niet of nauwelijks gesproken. Soms is er een stem die tot de Roze Panter spreekt en hem als het ware meeneemt door het verhaal.
Van het Pink Panther Theme werd in 2004 een vocale salsabewerking gemaakt door de Colombiaanse groep La 33 onder de titel La Pantera Mambo. Het is inmiddels een veel gecoverd nummer.

## Pink Panther-show
De VARA zond in de jaren tachtig de Pink Panther-show uit. Naast filmpjes van de Roze Panter zelf, waren er ook filmpjes van Crazylegs Crane, een gele kraanvogel, te zien. De shows die de NCRV uitzond bevatten naast de Roze Panter-filmpjes ook filmpjes van onder meer The Ant and the Aardvark en The Blue Racer. De respectievelijke Nederlandse benamingen waren Kreezie Kraanvogel, De Mier en de Miereneter en De Blauwe Kronkel.

## Spin-off en nieuwe filmpjes
In 1985 zond de NCRV de spin-off Pink Panther and Sons uit waarin de belevenissen van Pinky en Panky centraal stonden; deze serie is gemaakt door Hanna-Barbera.
In de jaren negentig is er een nieuwe serie filmpjes van ongeveer 10 minuten gemaakt, waarin de panter wél spreekt. Voor de Nederlandse televisie werd de stem van de panter ingesproken door Carlo Boszhard.
In 2010 verscheen een serie van 26 afleveringen onder de naam Pink Panther and Pals. De roze panter en de muziek zijn hier aangepast aan de moderne tijd, maar zijn geïnspireerd op de oude reeksen. Ook in nieuwe afleveringen is het mannetje vaak de slechterik, die véél vals speelt, en natuurlijk uit is op (wereld)macht. En dat is nog niet genoeg; hij wil zelfs het universum beheersen. Uiteraard is hij uiteindelijk steeds de dupe van zijn eigen acties.

## Lijst van afleveringen eerste reeks
Deze lijst bevat alle 124 tekenfilms geproduceerd door DePatie-Freleng Enterprises. In iedere titel zit "pink"; vaak is een titel een parodie op een filmtitel uit die tijd, of een parodie op een sprookje. Pinkfinger bijvoorbeeld is afgeleid van Goldfinger (James Bond-boek). Om het absurde nog te benadrukken, verwijzen de titels niet altijd naar de inhoud; zelfs dat is absurd en onlogisch. Verwijzingen naar een film hoeven dan ook zeker niet in te houden dat het verhaal op de film lijkt. 
- The pink phink (de roze gedachte, taalkundig correct is the pink think)'(won academy award voor beste korte tekenfilm 1964). Het mannetje schildert alles blauw, en Pinky schildert alles over in roze. Uiteindelijk krijgt bignose in de gaten wie de schuldige is.
- Pink pajamas. Slaapproblemen.
- We give pink stamps  (wij verkopen roze postzegels). Pinky verblijft in een warenhuis en beleeft absurde dingen met apparaten en dode(?) dieren en voorwerpen. Maar geen postzegel te zien.
- Dial 'P' for pink (parodie op film Dial M for Murder) (kies M voor moord). Pinky en de brandkastkraker.
- Sink pink. Een jager wil alle diersoorten vangen in een ark van Noach.
- Pickled Pink (parodie op Tickled pink). Pinky en de dronkaard.
- Pinkfinger. Pinky als geheim agent.
- Shocking pink (schokkend roze). Doe het zelven.
- Pink ice (roze ijs). Pinky bezit een diamantmijn. Concurrenten trachten hem te bestelen. Komt geen ijs in voor.
- The pink tail fly (de roze staartvlieg) Een vlieg in huis.
- Pink panzer (roze pantser). Ruzie met de buurman.
- An ounce of pink (een onsje roze). Pinky beeldt zich in dat hij veel te dik is en tracht af te vallen.
- Reel pink. Problemen op het strand en op zee.
- Bully for pink  (pestkop voor roze). Pinky als stierenvechter. Stiervriendelijk.
- Pink punch. Pinky strijdt tegen een * symbool.
- Pink pistons. Pinky koopt een autootje, wat uiteraard geen gewone blijkt te zijn.
- Vitamin pink (vitamine roze). Pinky verkoopt vitaminepillen. Het gaat mis als een bankrover ze inneemt.
- The pink blue print  (de roze blauwdruk). Bignose tracht een traditioneel en blauw huis te bouwen; Pinky tracht er een modern huis van te maken, uiteraard in het roze.
- Pink, plunk, plink. Pinky wil meespelen, maar uiteraard alleen zijn muziek (Pink panther-thema). Dirigent Bignose stelt dat niet op prijs.
- Smile pretty, say pink (even lachen, zeg "roze"). Foto-problemen in een wildpark.
- Pink-a-boo. Een muis in huis.
- Genie with the light pink fur (in plaats van light brown lamp). De geest in de olielamp.
- Super pink. Pinky als superheld.
- Rock-a-Bye Pinky. Pinky kan niet slapen in zijn boom door het gesnurk van Bignose onder hem.
- Pinknic. Pinky is ingesneeuwd en heeft weer eens niets in huis. Een zeer agressieve muis heeft ook honger.......
- Pink panic. Pinky belandt in een huis waar het spookt.
- Pink posies. Bignose wil gele bloemen planten. Pinky vindt die kleur natuurlijk niks en maakt er steeds stiekem roze bloemen van, wat Bignose tot waanzin drijft.
- Pink of the litter  (roze afval.) Pinky maakt rommel en moet daarom alle troep in de stad opruimen.
- In the pink. Pinky wil afvallen en gaat sporten. Bignose merkt de gevolgen daarvan.
- Jet pink. Pinky in en op een straaljager.
- Pink paradise. Pinky op een paradijselijk eiland. Maar Bignose is er ook.
- Pinto Pink. Pinky wil paardrijden. Het paard niet.
- Congratulations! It's pink (gefeliciteerd! het is roze) (in plaats van: het is een meisje/jongen). Pinky pakt per ongeluk een baby mee.
- Prefabricated pink. Pinky is bouwvakker. Maar geen goede.
- The hand is pinker than the eye (in plaats van "de hand is sneller dan het oog") .Pinky in het huis van een goochelaar.
- Pink Outs. Korte sketches.
- Sky blue pink (hemelsblauw roze). Pinky wil vliegeren, maar daar hebben anderen last van. Vooral één bekend figuur natuurlijk.
- Pinkadilly Circus (variatie op Pickadilly Circus (plein in Londen)). Pinky en Bignose in een zeldzaam geval van vriendschap/obsessie. Verhaal heeft niets te maken met de titel.
- Psychedelic pink. Pinky komt in een verwarrende omgeving terecht. Parodie op de jaren 60.
- Come on in, the water's pink (variatie op "kom er in, het water is heerlijk/warm/koud"). Pinky op het strand en in zee.
- Put-put pink. Absurd avontuur met een absurd zelf geknutseld "voertuig".
- G.I. Pink (verwijzing naar G.I. Joe). Pinky in het leger. Zijn commandant is daar de dupe van. Driemaal raden wie dat is.
- Lucky pink (gelukkig roze). Pinky doet veel moeite een hoefijzer dat geluk zou brengen terug te geven. Maar de "gelukkige" (en wie zou dat nou zijn?) krijgt steeds de hele (absurde) politiemacht achter zich aan. Doet denken aan The Keystone Cops.
- The pink quarterback (de roze quarterback). Een kwartje zorgt voor veel problemen.
- Twinkle, twinkle little pink (origineel: Twinkle, twinkle, little star). Pinky krijgt het aan de stok met de gebruiker van een sterrenwacht.
- Pink Valliant (prins Vaillant). Pinky als ridder. Geheel in het roze uiteraard.
- The pink pill (de roze pil)' Pinky in het hospitaal.
- Prehistoric pink (prehistorisch roze). Pinky in de prehistorie.
- Pink In the clink. Een crimineel met grote neus(!) dwingt Pinky om hem te helpen bij het inbreken. Dat is uiteraard niet verstandig van de inbreker.
- Little beaux pink. Pinky is herder en heeft trammelant met een cowboy die schapen haat.
- Tickled Pink. Pinky op rolschaatsen, gekregen van een goede fee. Hij krijgt ze niet meer uit.
- Pink sphinx. Pinky in Egypte.
- pink is a many splintered thing (in plaats van: love is a many splendored thing). Pinky als houthakker.
- The pink package plot (het roze-pakketprobleem). Pinky wordt gedwongen een pakket te bezorgen, maar dat valt niet mee.
- Pink-come tax (titel is variatie op inkomsten belasting) (in de middeleeuwen) (variatie op Robin Hood)
- Pink-a-rella (variatie op Cinderella) Pinky en Assepoester.
- Pink pest control. Pinky heeft last van een termiet.
- Think before you pink. Pinky verzint allerlei manieren om een straat veilig over te steken.
- Slink pink. Pinky verblijft stiekem in het huis van een jager (Bignose). Zijn hondje krijgt steeds de schuld.
- In the pink of the night (verwijzing naar In the heat of the night). Pinky koopt een koekoeksklok. De koekoek neemt zijn taak om te wekken wel heel erg ernstig......
- Pink on the cob (roze op de maïs). Pinky bezit een maïsveld en heeft last van dieven.
- Extinct pink (uitgestorven roze). Pinky in de oertijd.
- A fly in the pink (een vlieg in het roze). Pinky heeft last van een vlieg.
- Pink blue plate (roze blauw bord) (in plaats van blue print) (blauwdruk). Pinky wordt assistent-kok bij een bouwwerf, maar dat is geen succes.
- Pink tuba-dore. Pinky wordt gestoord door Bignose die oefent op zijn tuba.
- Pink pranks  (roze grappen). Pinky komt op voor een zeehond.
- The pink flea. Pinky heeft last van een vlo.
- Psst pink. Pinky heeft een lekke band.
- Gong with the pink (verwijzing naar Gone with the wind). Een gong en een glaswinkel, dat gaat niet goed samen.
- Pink-in. Pinky neemt herinneringen door.
- Pink 8 ball. Pinky beleeft gekke avonturen met een basketbal.
- Pink aye. Pinky verblijft op een cruiseschip. Als verstekeling uiteraard. Bignose is ober.
- Trail of the lonesome pink. (verwijzing naar Trail of the lonesome pine). Pinky strijdt tegen pelsjagers.
- Pink Da Vinci (Leonardo da Vinci). Pinky verandert steeds stiekem de Mona Lisa, en drijft de schilder (bignose) tot waanzin.
- Pink streaker. Pinky op wintersport. Bignose is er natuurlijk ook.
- Salmon pink (zalmroze). Pinky voert een groene vis. Vervolgens komt hij niet meer van het dier af. Komt geen zalmroze in voor.
- Forty pink winks. Pinky tracht stiekem in een hotel te verblijven. Bignose is hotel-rechercheur.
- Pink plasma. Pinky ontmoet Dracula en andere monsters. Dracula lijkt "erg veel" op een bekend figuur met grote neus.
- Pink elephant. Pinky gaat met olifant op stap.
- Keep our forests pink (variatie op Keep our forests clean). Pinky is boswachter.
- Bobolink pink. Pinky helpt een jong vogeltje.
- It's pink, but is it mink? (Het is roze, maar is het bont?). De vrouw van "Tarzan" (Bignose) wil een roze jurk. Er is maar één dier beschikbaar....... maar dat gaat natuurlijk niet zomaar.
- Pink campaign (de roze campagne). Als Pinky zijn huis verliest steelt hij het huis van de dief, in delen. Bignose is natuurlijk de dader, en die wordt gek van alle verdwijningen.
- The scarlet pinkernel (variatie op The scarlet pimpernel, guichelheil). Pinky tracht honden te redden van de hondenvanger.
- Mystic pink (mystiek roze). Een goochelhoed levert leuke dingen op.
- The pink of Arabee. Pinky in het midden-oosten (variatie op Lawrence of Arabia)
- The pink pro (de roze professional). Pinky tracht Bignose van alles te leren. Dat gaat niet goed.
- Pink piper. Pinky als de rattenvanger van Hamelen.
- Pinky Doodle (varatie op Yankee Doodle). Pinky ten tijde van de Amerikaanse onafhankelijkheidsoorlog.
- Sherlock Pink (variatie op Sherlock Holmes). Pinky als detective.
- Rocky pink (rots roze). Absurd avontuur met absurd "huisdier". Zie Trivia.
- Therapeutic pink. Pinky heeft dokter nodig om van een hond af te komen.
- Pink pictures. Pinky tracht natuurfoto's te maken. Maar de natuur wil niet meewerken.
- Pink arcade. Pinky bezoekt een automatenhal. Sommige automaten bevatten wel heel ongewone artikelen.........
- Pink lemonade. Pinky doet zich voor als knuffeldier, in een huis met wel drie bignoses.
- Pink trumpet. Pinky en Bignose verblijven naast elkaar in een motel. Bignose heeft last van de trompet waar Pinky mee oefent.
- Sprinkle me pink. Pinky wordt geterroriseerd door een regenwolkje, met onweer.
- Dietetic pink. Pinky tracht weer eens af te vallen.
- Pink U.F.O. Er landt een ufo in Pinky's huis.
- Pink lightning (variatie op Dr. Jekyll and Mr. Hyde).
- Cat and the pinkstalk (Sjakie en de bonestaak) (variatie op dit sprookje)
- Pink daddy (roze vader). Een krokodilbaby wordt verkeerd bezorgd. Bij Pinky dus.
- Pink S.W.A.T. Pinky strijdt tegen een blauwe vlieg.
- Pink and shovel. Pinky heeft lang geleden ergens geld begraven en wil dat terugvinden. Maar er is intussen veel veranderd.....
- Pinkologist (psycholoog). Bignose komt bij een psycholoog terecht vanwege al zijn aanvaringen met Pinky.
- Yankee Doodle pink. Opnieuw de Amerikaanse onafhankelijkheidsoorlog.
- Pink press. Pinky moet als reporter binnen dringen op een landgoed. Maar dat gaat niet goed.
- Pet pink pebbles. Remake van Rocky pink.
- The pink of Bagdad (verwijzing naar The thief of Bagdad). Pinky in het midden-oosten. Remake van The pink of Arabee.
- Pink in the drink. Een zogenaamde gratis all-incruise blijkt een galjoen te zijn. De piraat-kapitein (met grote neus) dwingt Pinky tot schoonmaken, met alle gevolgen van dien.
- Pink bananas. Pinky in de jungle.
- Pink-tails for two (roze staart voor twee). Pinky krijgt per ongeluk een gigantisch lange staart.
- Pink Z-Z-Z. Pinky en de zwerfkat die hem uit zijn slaap houdt.
- Star pink. In het jaar 2001,5 heeft Pinky een tankstation voor ruimteschepen in het heelal. Bignose is ruimteschurk. Parodie op science fiction.
- Pink breakfast. Alles zit Pinky tegen bij het maken van zijn ontbijt.
- Toro pink. Pinky wederom als stierenvechter, en wederom is het stiervriendelijk.
- Pink quackers. Pinky heeft weer eens een stalker; deze keer is het een opwind-eendje.
- String along in pink. Pinky komt een draad tegen op straat, en wil weten waar die vandaan komt. Hij lijkt eindeloos door te gaan.
- Pink in the woods. Pinky als houthakker.
- Pink pull (roze aantrekkingskracht). Magneet-moeilijkheden.
- Spark plug pink. Pinky raakt een bougie kwijt, en terughalen blijkt een gevaarlijke onderneming.
- Doctor pink. Pinky doet zich voor als dokter in een hospitaal.
- Pink suds. Pinky in een wasserette. Bignose is er ook.
- Supermarket pink. Problemen in de supermarkt. Vooral voor Bignose.

## Trivia
- De miereneter spreekt op de Duitse televisie met een vrouwenstem (Marianne Wischmann; 1921-2009) en heet daar Elise.
- Absurditeit sluit realiteit niet per se uit. De episode Rocky Pink (1976) is wellicht geïnspireerd door Pet Rock; dit "huisdier" werd een kassucces voor ondernemer Gery Dahl, die vanaf 1975 "Pet Rocks" bedacht en verkocht; gewoon een steen met ogen er op geplakt. Geen verzorging of training nodig. Hij verkocht een miljoen stenen en werd miljonair.[2]